# Лейк-Айда (тауншип, Миннесота)
Лейк-Айда (англ. Lake Ida) — тауншип в округе Норман, Миннесота, США. На 2000 год его население составило 164 человека.

## География
По данным Бюро переписи населения США площадь тауншипа составляет 83,7 км², из которых 83,7 км² занимает суша, водоёмов нет.

## Демография
По данным переписи населения 2000 года здесь находились 164 человека, 56 домохозяйств и 47 семей. Плотность населения —  2,0 чел./км². На территории тауншипа расположено 62 постройки со средней плотностью 0,7 построек на один квадратный километр. Расовый состав населения: 97,56 % белых, 1,22 % коренных американцев и 1,22 % приходится на две или более других рас. Испанцы или латиноамериканцы любой расы составляли 3,66 % от популяции тауншипа.
Из 56 домохозяйств в 39,3 % воспитывались дети до 18 лет, в 73,2 % проживали супружеские пары, в 10,7 % проживали незамужние женщины и в 14,3 % домохозяйств проживали несемейные люди. 12,5 % домохозяйств состояли из одного человека, при том 5,4 % из — одиноких пожилых людей старше 65 лет. Средний размер домохозяйства — 2,93, а семьи — 3,19 человека.
28,0 % населения — младше 18 лет, 11,0 % — в возрасте от 18 до 24 лет, 24,4 % — от 25 до 44, 27,4 % — от 45 до 64, и 9,1 % — старше 65 лет. Средний возраст — 39 лет. На каждые 100 женщин приходилось 97,6 мужчин. На каждые 100 женщин старше 18 приходилось 90,3 мужчин.
Средний годовой доход домохозяйства составлял 46 563 доллара, а средний годовой доход семьи —  47 188 долларов. Средний доход мужчин — 28 750 долларов, в то время как у женщин — 25 000. Доход на душу населения составил 18 469 долларов. За чертой бедности находились  семей и _ всего населения тауншипа, из которых  — люди моложе 18 и старше 65 лет.